# Bekenntniskirche (Berlin)

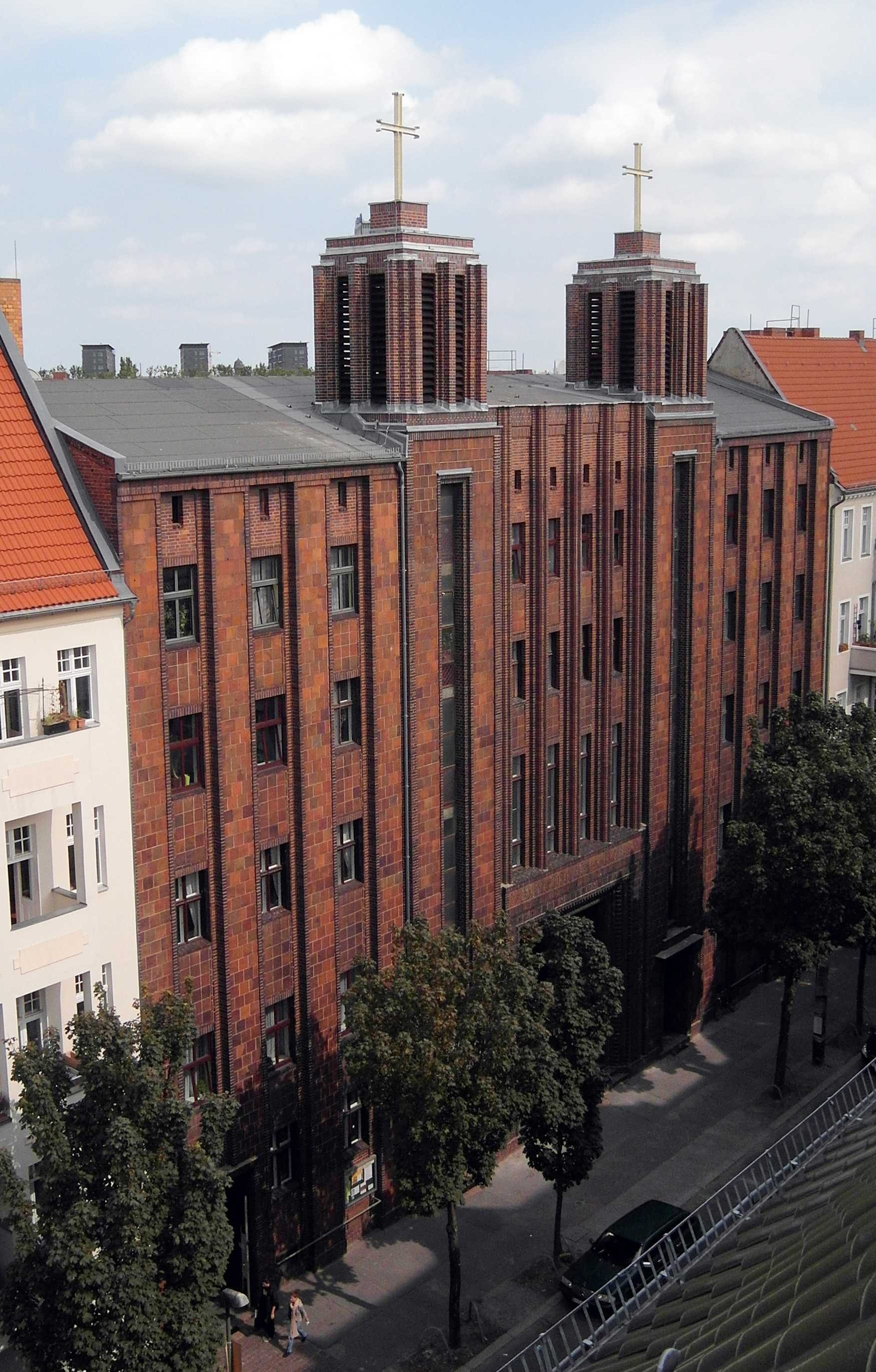
Die Bekenntniskirche inmitten der angrenzenden Wohnhäuser

Die evangelische Bekenntniskirche ist ein Kirchengebäude in der Plesser Straße im Berliner Ortsteil Alt-Treptow und der Sitz der evangelischen Kirchengemeinde Berlin-Treptow. Die Kirche erhielt ihren Namen anlässlich der 400-Jahr-Feier des Augsburgischen Bekenntnisses von 1530.

## Geschichte der Gemeinde und des Gebäudes

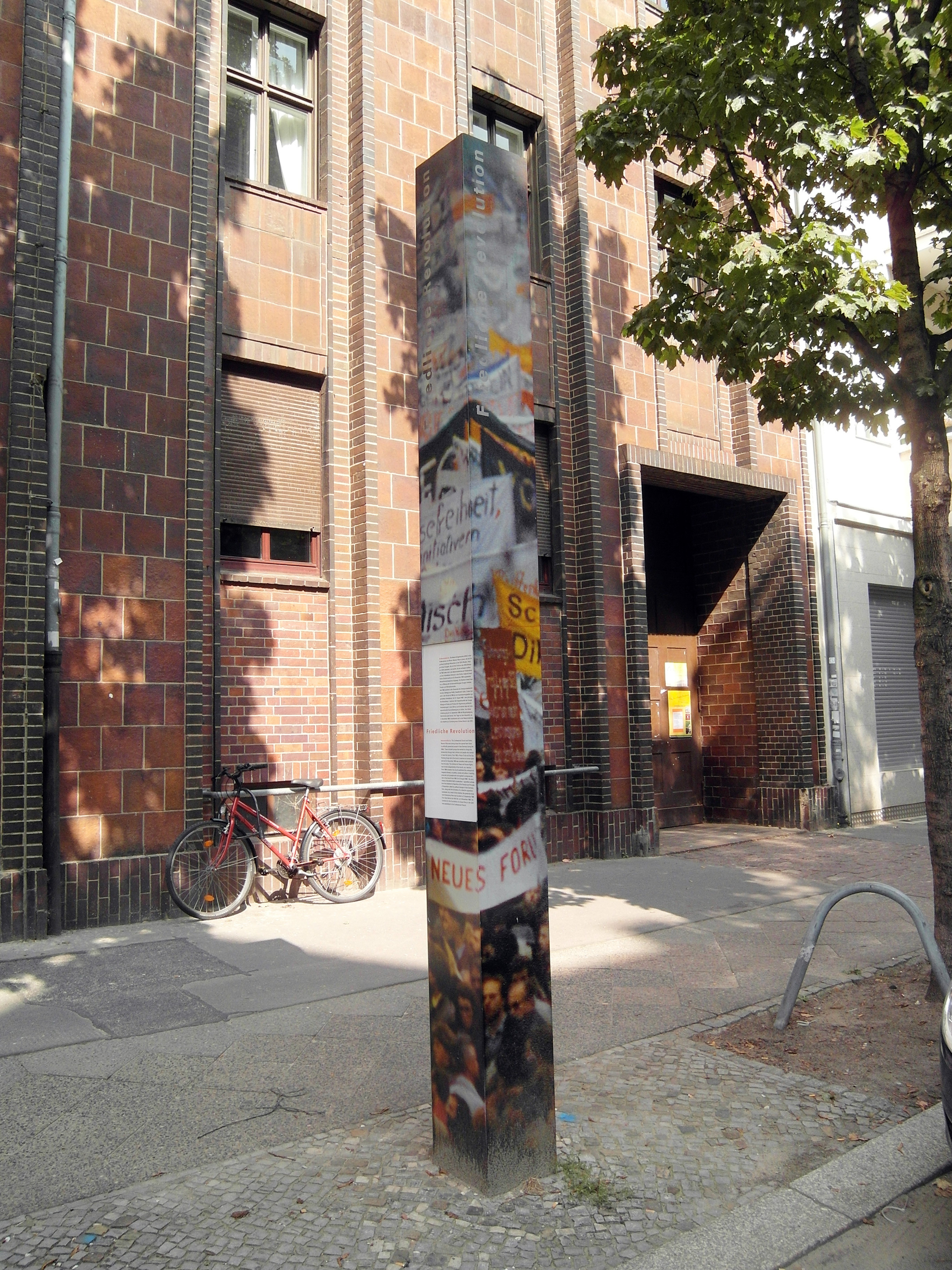
Informationsstele vor der Kirche in Gedenken an die friedliche Revolution 1989/1990

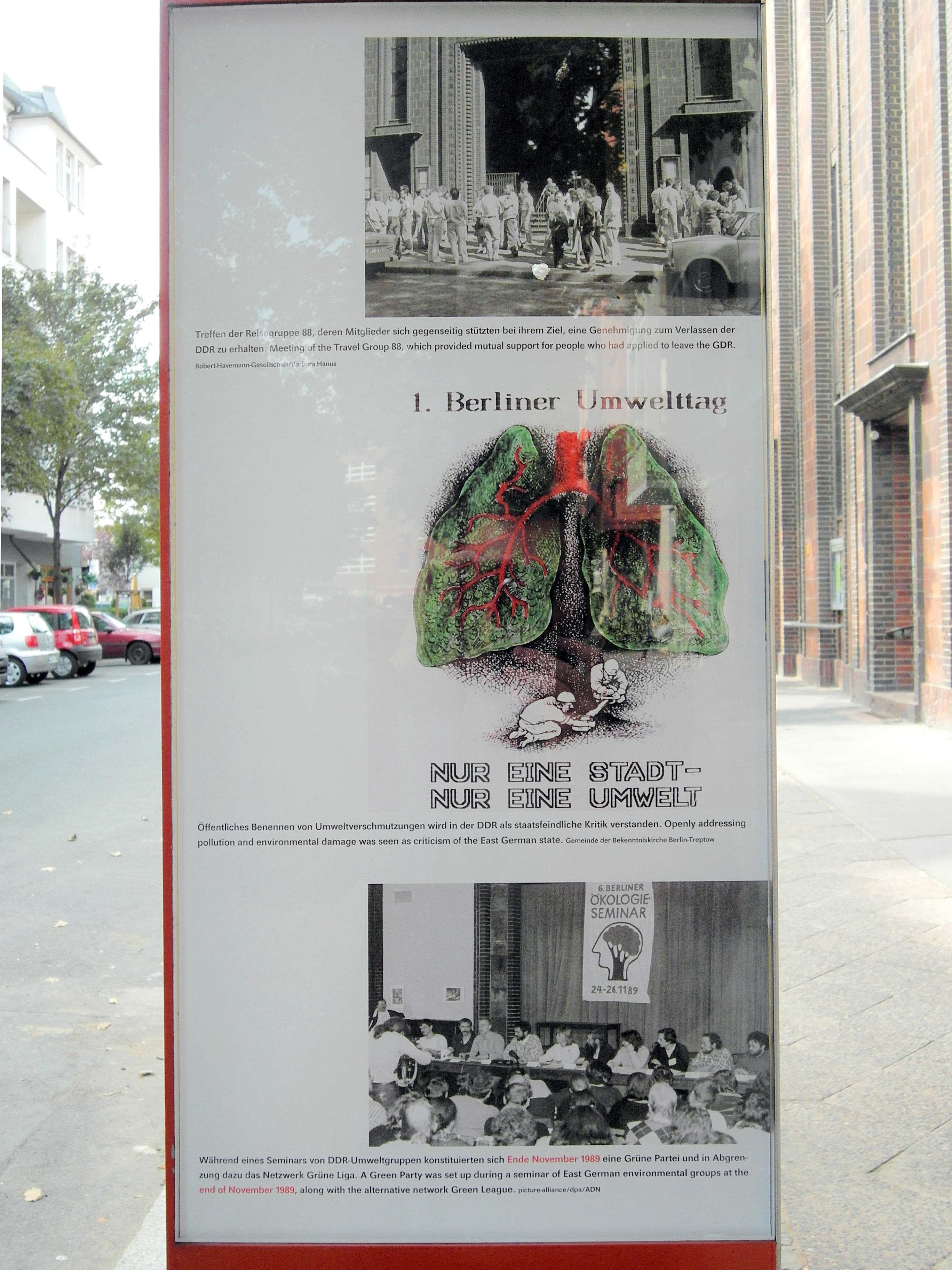
Informationstext der Gedenkstele

### Anfangsjahre bis 1948
Die Landgemeinde Treptow besaß zunächst keine eigene Kirche, sondern gehörte zur Kirchgemeinde Stralau-Rummelsburg. Nachdem die Einwohnerzahl Treptows Ende des 19. Jahrhunderts infolge der Industrialisierung stark anstieg, wurde ein eigener Kirchraum notwendig, da die Gläubigen zum Gottesdienst den in der damaligen Zeit noch beschwerlichen Weg über die Spree nehmen mussten. 1893 wurde der Gemeinde ein Raum in einer Schule in der Neuen Krugallee zur Nutzung zur Verfügung gestellt. 1901 erhielt sie einen weiteren Raum in der Alten Schule am Baumschulenweg. Ab 1905 war Treptow eine unabhängige Gemeinde, die ab 1911 eine eigene Kirche hatte, die Kirche Zum Vaterhaus in der Baumschulenstraße. Da die Bevölkerungszahl weiter anstieg und sich für die Bewohner des nördlichen Teils von Treptow weite Wege zur Kirche ergaben, wurde erst 1929 ein Grundstück in der Plesser Straße für den Bau einer zweiten Kirche, der Bekenntniskirche, erworben. Die Planung sah vor, neben der Kirche ein Gemeindehaus sowie ein Pfarrhaus in das Gebäude zu integrieren. Die Grundsteinlegung fand am 9. August 1930 zur 400-Jahr-Feier des Augsburgischen Bekenntnisses, die Einweihung am 16. August 1931 statt. Am 14. April 1945 schlug bei einem alliierten Luftangriff eine Fliegerbombe in die Kirche ein und zerstörte das Altarfenster, das daraufhin 1946 in veränderter Form wiederhergestellt wurde. 1948 wurde die Gemeinde Berlin-Baumschulenweg mit der Kirche zum Vaterhaus eigenständig, seitdem ist die Bekenntniskirche die einzige Kirche der Gemeinde Berlin-Treptow.

### Wendezeit 1989/1990
Unter ihrem Pfarrer Werner Hilse öffnete sich die Bekenntnisgemeinde in den 1980er Jahren für in der DDR politisch bedrängte Menschen. Es trafen sich hier so zum Beispiel Friedens- und Arbeitskreise, wie der „Arbeitskreis Schwule in der Kirche“. Nach dem Verbot eines für 1985 angedachten Menschenrechtsseminars kam es zur Bildung der kirchenunabhängigen Gruppe „Initiative Frieden und Menschenrechte“. Weiterhin erschien in der Gemeinde seit 1988 die Untergrundzeitschrift Kontext. Beiträge aus Politik, Gesellschaft, Kultur.
Aus einer Initiative Oppositioneller zum Jahrestag des Mauerbaus im August 1989 entstand im Monat darauf die „Bürgerbewegung Demokratie“. Nur vier Tage vor dem Mauerfall, am 5. November 1989, gründete sich daraus die Grüne Partei der DDR.

## Architektur

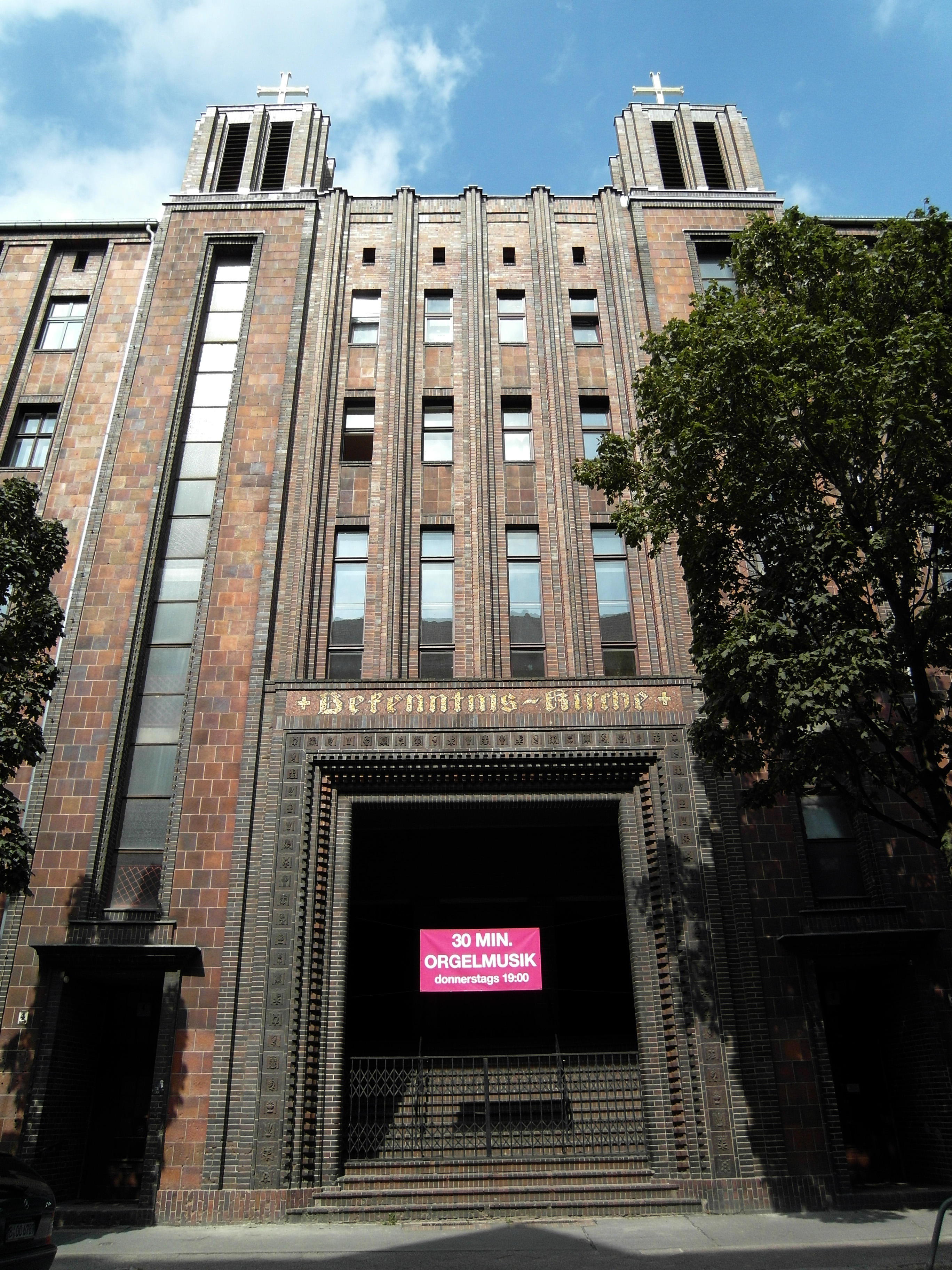
Frontansicht mit Eingangstreppe und Mosaikinschrift

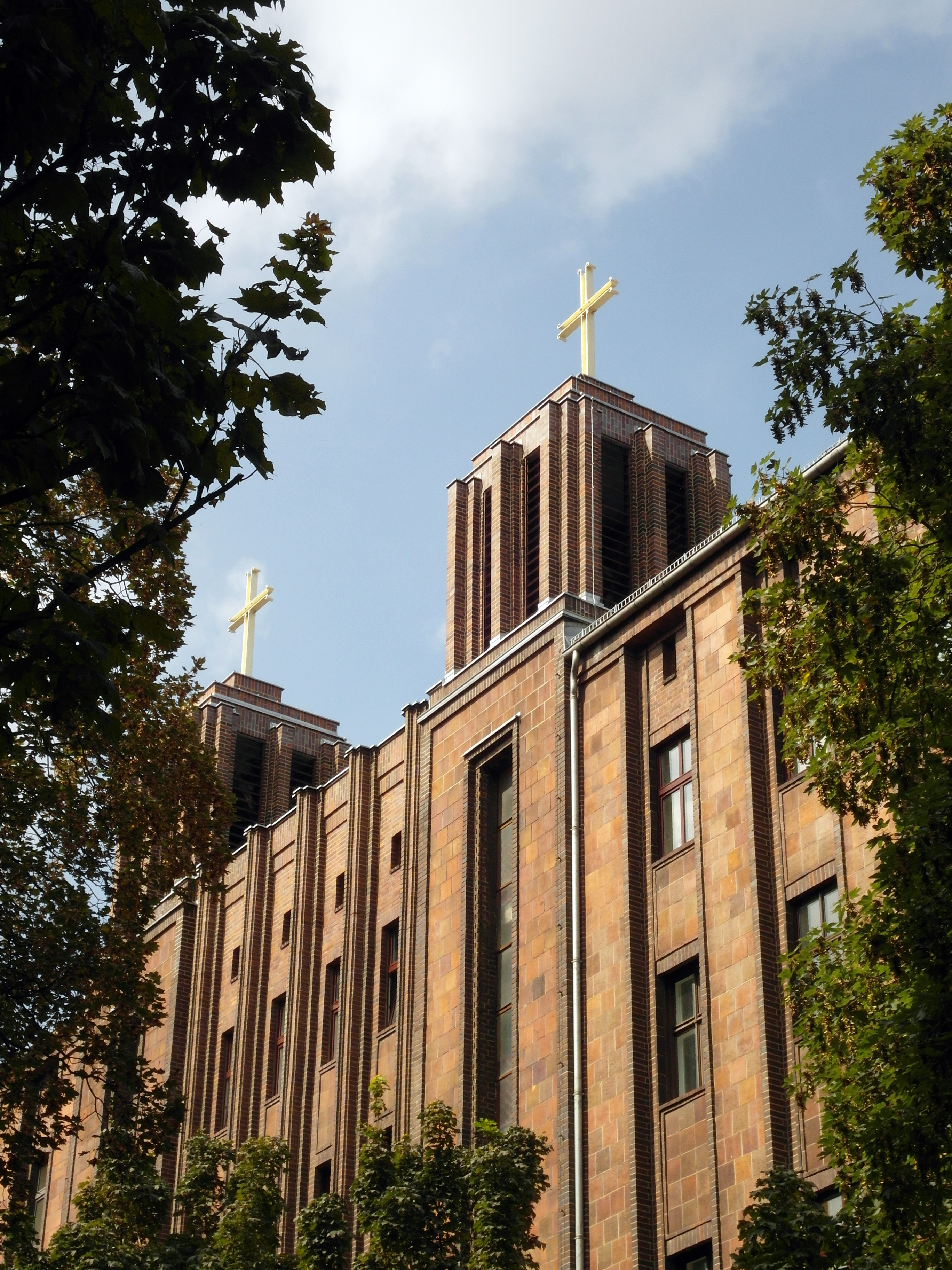
Glöckenstühle mit Metallkreuzen

Die Kirche wurde nach Plänen des Architekten Curt Steinberg gebaut, der das Kirchliche Bauamt des Evangelischen Konsistoriums leitete. Es handelt sich um eine Saalkirche mit der klassischen Aufteilung in Vorraum, Kirchsaal und Altarraum. Diese traditionelle Aufteilung wurde mit expressionistischen Formen vereint. Auf Grund der beengten Platzverhältnisse ist die Kirche nicht wie üblich geostet: Der Chor zeigt nach Norden. Weiterhin fügt sich das Gebäude in die Berliner Blockrandbebauung ein, die nur von den messingfarbenen Kreuzen an den beiden Turmspitzen durchbrochen wird.
Unter dem Kirchsaal, im Erdgeschoss, befindet sich ein Gemeindesaal, der die gleichen Ausmaße wie der Kirchsaal hat. An Stelle des Altarraums befindet sich dort jedoch eine erhöhte Bühne. Der Raum dient neben Veranstaltungen unter anderem als Winterkirche. Zu beiden Seiten dieser Säle befinden sich Wohn- und Gemeinderäume, eine Bücherstube sowie eine Wärmestube für Obdachlose. Die Dreiteilung der Fassade wird nicht im gesamten Gebäude fortgesetzt, sondern läuft erst im dritten Geschoss wieder zusammen.
Der Saal verfügt über eine graugrüne Flachdecke, die mit Balken gegliedert ist. Die Seitenwände sind durch Klinkersäulen und schmale, fast raumhohe Rechteckfenster geprägt. Sie lassen am Vor- und Nachmittag direktes Sonnenlicht durch die im Wesentlichen braunen und ockerfarbenen Scheiben fallen. Die Fenster an der Westseite bestehen als Kathedralglas und stammen aus der Bauzeit der Kirche. Das Glas an der Ostseite wurde im Zweiten Weltkrieg zerstört und durch gewöhnliches Fensterglas ersetzt. An den Sockeln befindet sich eine zwischenzeitlich nicht mehr genutzte Heizungsanlage. Weiteres Licht fällt von schmalen Buntglasfenstern, die sich zwischen dem Vorraum und dem Kirchsaal befinden. Vorn trennt ein bis auf den Boden gezogener Spitzbogen den Kirchsaal vom rechteckigen Altarraum.
Die Fassade der Kirche besteht aus dunkelroten Keramikplatten mit Schmuckelementen aus ähnlich-farbigen Klinkern. Sie wird durch zwei aufstrebende Treppenhäuser mit durchgehenden Fensterbändern in drei Teile gegliedert. Die Treppenhäuser gehen oben in zwei Glockenstühle mit aufgesetzten Metallkreuzen über. In der Mitte befindet sich ein großes rechteckiges Portal, hinter dem eine Freitreppe zum Kirchsaal im ersten Stock führt. Über dem Portal zeigt ein Mosaik den Namen der Kirche. Die Treppenhäuser haben eigene Eingänge, die wesentlich niedriger sind als das Hauptportal, außerdem gibt es rechts und links außen je eine Toreinfahrt. Durch die durchgehenden Fensterbänder der Treppenhäuser und die hohen Fenster dazwischen strebt der Mittelteil der Fassade vertikal nach oben, während die etwas niedrigeren Seitenteile mit den breiteren Fenstern kompakter wirken. Zwei weitere Mosaiken findet man an den Seitenwänden der Eingangstreppe. Links ist eine Gedenkinschrift für die Gefallenen des Ersten Weltkriegs, rechts ein Hinweis zum Bau des Gebäudes angebracht.

## Innenausstattung
Links und rechts des Spitzbogens sind Martin Luther und Philipp Melanchthon, beide im Gelehrtenmantel und mit einer Bibel in der Hand, in überlebensgroßen Mosaiken zu sehen. In Mosaikschrift befindet sich über Luther der Titel eines von ihm komponierten Kirchenliedes: Ein feste Burg ist unser Gott. Bei Melanchthon wurde die erste Zeile aus der vierten Strophe abgebildet („Das Wort sie sollen lassen stahn“).

### Taufstein und Altar
Unter dem Bogen befinden sich (von der Gemeinde aus gesehen) links der Taufstein und rechts die Kanzel. Beide sind achteckig und aus dunkler Gusskeramik. Sie sind, wie auch der Altar, nicht beweglich und stammen aus der Bauzeit der Kirche. Die Kanzel ist mit klassischen Motiven verziert: So finden sich an den Seiten die vier Evangelistensymbole sowie Symbolkacheln, die auch am Portal der Kirche angebracht sind. Sie zeigen beispielsweise Alpha und Omega oder einen Kelch sowie eine Weinrebe als Zeichen für das Abendmahl Jesu. Die obere Kachelreihe ist mit geflügelten Puttenköpfen verziert, die sich – wenn auch ohne Flügel – am Taufstein wiederfinden. Dieser steht auf vier verzierten Akanthusblättern. Auf der Oberseite ist die Inschrift aus dem Evangelium nach Matthäus eingearbeitet: „Lasset die Kindlein zu mir kommen“.
An der Rückwand des Altarraums befinden sich fünf hohe Rechteckfenster. Ursprünglich waren neben Jesus Christus zwei weitere Personen zu sehen, die das Brot und den Kelch des Abendmahles trugen. Die beiden äußeren Fenster zeigten zwei weitere Personen mit den Marterwerkzeugen der Passion Jesu. Unter den vier Figuren befanden sich die Wappenbilder der Evangelisten. Nach der Zerstörung im Zweiten Weltkrieg erhielt die Glasmalerin Helena Starck um 1946 den Auftrag, die Fenster neu zu gestalten. Sie verzichtete auf die vier Figuren und konzentrierte sich bei ihrer Arbeit auf Jesus Christus. Die Glasmalerei zeigt ihn im mittleren Fenster im Moment seiner Himmelfahrt; um ihn verläuft der Bibelspruch: Siehe, ich bin bei euch alle Tage bis an der Welt Ende. (Matthäus 28,20 ). Die abstrakte Farbgestaltung der seitlichen Fenster bildet eine Art Umrahmung des Christusbildes. Die vorherrschende Farbe des Fensters ist das violett als Symbol für die Passion. Christus selbst ist in einem roten und blauen Gewand eingehüllt als Zeichen für den Heiligen Geist und – für eine evangelische Kirche eher ungewöhnlich – die blaue Farbe für Maria. Über der Figur befinden sich das Alpha und Omega sowie drei Ringe als Symbol für die Trinität. Von Christus gehen farblich gestaltete, kreisförmige Wellen nach außen, in die Welt. Sie werden durch wenige, goldfarbene Strahlen unterbrochen, die von Christus und der Bibel ausgehen.

### Orgeln

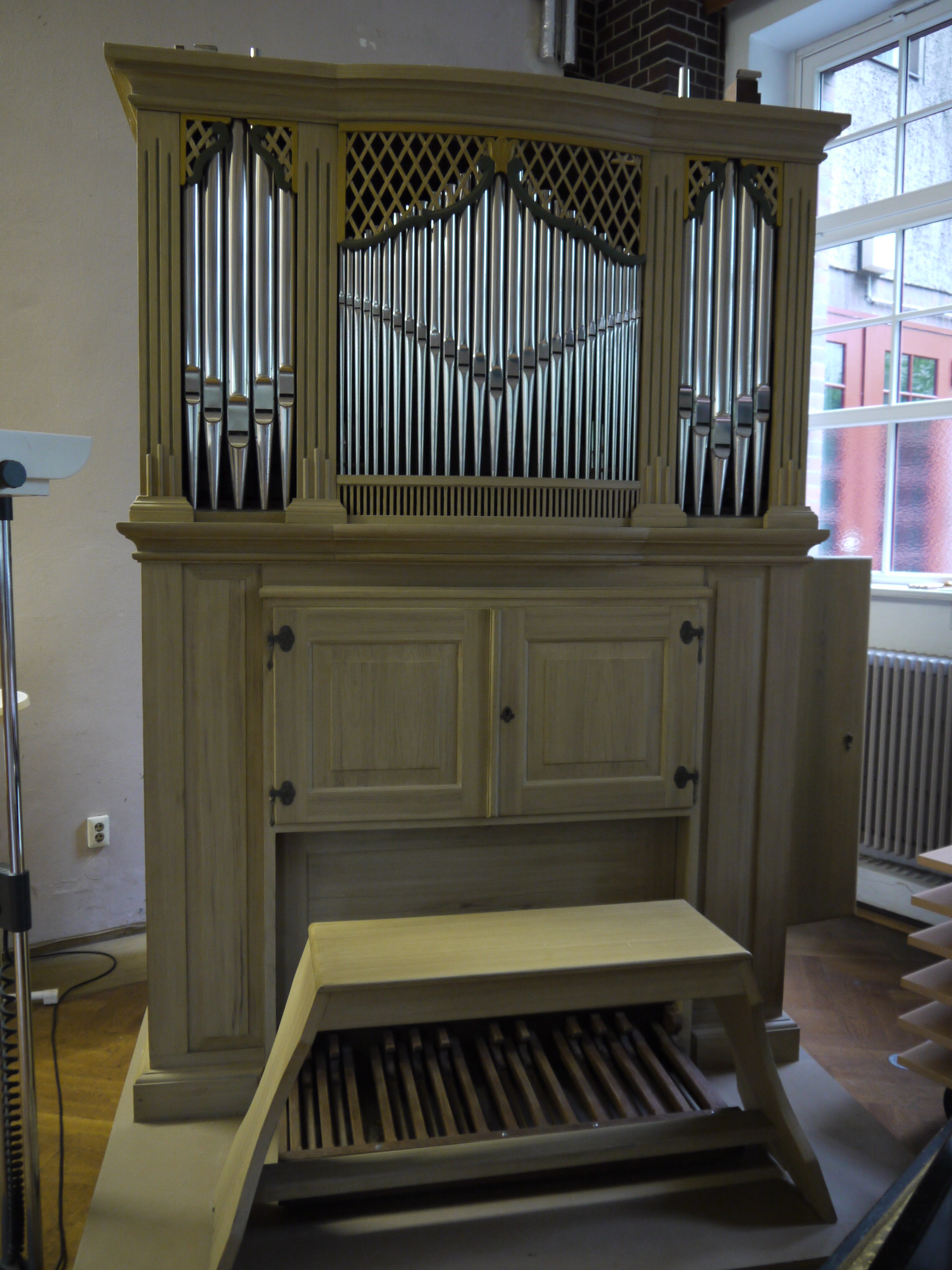
Saalorgel

#### Kirche
Für die neue Kirche errichtete die Firma Sauer aus Frankfurt (Oder) 1930 eine Orgel mit 23 Registern. Diese kostete 12.000 Mark. Als Besonderheit wies sie eine elektropneumatische Traktur auf. In der Praxis erwiesen sie sich jedoch in der kalten und feuchten Umgebung einer Kirche als wenig geeignet. Der Gemeindekirchenrat beschloss daher im Mai 1939 einen Umbau, der jedoch kriegsbedingt erst 1948 von der Firma Alexander Schuke für 4.875 Reichsmark umgesetzt wurde. Es zeigte sich, dass die Orgel weiterhin störungsanfällig war.
1981 entschloss man sich dazu, eine neue Orgel anzuschaffen. Diese sollte 100.000 Mark kosten. Das Projekt konnte jedoch aufgrund der Währungsumstellung von 1990 nicht vollendet werden, da die vorhandenen Mittel in Mark der DDR nicht ausreichten, um eine Orgel für Deutsche Mark zu erwerben. Dennoch entschied der Gemeindekirchenrat, Angebote einzuholen und vergab im Mai 1992 den Auftrag an die Firma Sauer. Ein Orgelverein unterstützte die Beschaffung der finanziellen Mittel. Hinzu kam der Verkauf einiger Pfeifen der vorhandenen Orgel. Diese wurde im Sommer 1993 abgebaut und die Empore umgestaltet. Am 15. November 1993 erfolgte die Einweihung des neuen Instrumentes. Sie befindet sich an der linken Seite der Empore, damit genügend Platz für einen Chor bzw. andere Instrumente verblieb. Teile der alten Orgel sind auf der rechten Seite der Empore noch zu erkennen.
Die Orgel hat 21 Register und fünf Transmissionnsregister, mit zwei Manualen und Pedal. Die Disposition ist
| I Manual C–g3 |              |     |
| 1.            | Pommer       | 16′ |
| 2.            | Prinzipal    | 08′ |
| 3.            | Hohlflöte    | 08′ |
| 4.            | Oktave       | 04′ |
| 5.            | Nachthorn    | 04′ |
|               | Oktave       | 02′ |
| 6.            | Komett III–V |     |
| 7.            | Mixtur V     | 02′ |
| 8.            | Trompete     | 08′ |

| II Manual C–g3 |                 |       |
| 09.            | Bordun          | 8′    |
| 10.            | Viola di gamba  | 8′    |
| 11.            | Ital. Prinzipal | 4′    |
| 12.            | Rohrflöte       | 4′    |
|                | Nasat           | 2 ⁄3′ |
| 13.            | Sesquialtera II |       |
| 14.            | Flautino        | 2′    |
| 15.            | Oktävlein       | 1′    |
| 16.            | Scharff IV      | 1′    |
| 17.            | Vox humana      | 8′    |

| Pedal C–f1 |            |     |
| 18.        | Subbass    | 16′ |
| 19.        | Oktavbass  | 08′ |
|            | Flöte      | 08′ |
| 20.        | Choralbass | 04′ |
|            | Nachthorn  | 04′ |
| 21.        | Fagott     | 16′ |
|            | Trompete   | 08′ |

Koppeln: II/I, I/P, II/P
Das Schwellwerk wird vom zweiten Manual aus angespielt. Es befindet sich in einem Kasten, der vom Spieltisch aus geöffnet werden kann.

#### Gemeindesaal
Im Gemeindesaal steht eine Orgel von Johann Christoph Schröther aus Sonnewalde in der Niederlausitz. Diese wurde 1827 für die Dorfkirche in Lieske  gebaut und kam 1980 in den Gemeindesaal der Bekenntniskirche, umgesetzt durch Axel Stüber. 2001 wurde sie durch Schuke restauriert. Die Orgel hat sieben Register mit einem Manual und Pedal.